# Paul Ewald (Theologe)
Paul Hermann August Ewald (* 13. Januar 1857 in Leipzig; † 26. Mai 1911 in Erlangen) war ein deutscher evangelisch-lutherischer Theologe und Hochschullehrer.

## Leben

### Familie
Paul Hermann August Ewald war der Sohn von Gustav Ewald (1816–1884), Mitbegründer und Teilhaber der Schuhfabrik und -großhandlung Ewald und Bredt in Leipzig und dessen Ehefrau Emma (1818–77), Tochter des Kaufmanns Ferdinand Bredt, der aus einer Industriellen- und Kaufmannsfamilie in Elberfeld stammte.
Er war seit 1884 mit Katharina († 1925), Tochter des Apothekers Bernhard Löschke in Penig, verheiratet. Gemeinsam hatten sie einen Sohn und fünf Töchter. Von diesen sind namentlich bekannt:
- Anna Ewald (1887–1976), verheiratet mit dem Romanisten Julius Pirson;
- Gottfried Ewald, Professor für Psychiatrie an der Universität Göttingen;
- Veronika Ewald, verheiratet mit Ferdinand August Karl Henrich (1871–1945), Leiter der Abteilung für Anorganische und Analytische Chemie am Chemischen Institut in Erlangen.

Sein Schwager war der Archäologe Georg Loeschcke. 

### Ausbildung
Er besuchte die Teichmannsche Privatschule in Leipzig und anschließend das Gymnasium zu St. Nikolai in Leipzig von 1869 bis 1875.
Seit dem Sommersemester 1875 studierte er Theologie an der Universität Leipzig, wechselte 1876 im Sommersemester an die Universität Erlangen und kehrte zum Wintersemester 1877/1878 nach Leipzig zurück. Er bestand am 9. März 1879 sein Erstes Theologisches Examen. Von 1880 bis 1882 war er am Predigerseminar Prediger-Collegium zu St. Pauli in Leipzig; an der Universität Leipzig promovierte er mit „Der Einfluß  der stoisch-ciceronianischen Moral auf die Darstellung der Ethik bei Ambrosius“ am 30. November 1881 zum Dr. phil. und wurde am 2. Dezember 1882 Licentiatus theol.; im gleichen Jahr bestand er das Zweite Theologische Examen in Dresden.

### Laufbahn
Er habilitierte sich mit De vocis suneidēseōs apud scriptores novi testamenti vi ac potestate: commentatio et biblico-philologica et biblico-theologica an der Universität Leipzig am 20. Februar 1883 als Privatdozent für Dogmatik und neutestamentliche Exegese.
Am 2. Mai 1887 erfolgte seine Berufung zum außerordentlichen Professor und Universitätsprediger, am 1. Mai 1890 wurde er als Ordinarius für neutestamentliche Theologie an die Universität Wien berufen und kam vier Jahre später als Professor für Dogmatik und neutestamentliche Exegese am 1. August 1894 auf den Lehrstuhl des verstorbenen Franz Hermann Reinhold Frank an die Universität Erlangen. 
1898 wurde er, neben seinem Lehrstuhl, Religionslehrer an der städtischen Töchterschule. 
Von 1908 bis 1909 verwaltete er für den zurückgetretenen Walter Caspari vorübergehend das Amt des Universitätspredigers und widmete sich anschließend, als Nachfolger von Theodor Zahn, ganz dem Neuen Testament (Einleitende Wissenschaften und Neutestamentliche Exegese), hierzu wiesen ihn zwei Bände in Zahns Kommentarwerk über die Gefangenschaftsbriefe des Apostels Paulus besonders aus. Doch bewahrte er sich ein bleibendes Interesse auch für die Fragen der systematischen Theologie, wie besonders seine Rektoratsrede, anlässlich seines Prorektorats von 1906 bis 1907, Über die christliche Glaubensgewißheit als Grundlage einer Weltanschauung von 1906 zeigte, in der er, im Gegensatz zu allen religionsgeschichtlichen Ableitungsversuchen, den durch die Gestalt Christi geweckten Glauben an die freie Vergebungsgnade Gottes als das große Rätsel der Religionsgeschichte, das große Mysterium des Christentums herausstellte.
Zum Sommersemester 1910 beendete er aufgrund einer Erkrankung seine Lehrtätigkeit.
Von 1901 bis 1909 war er im Kirchenvorstand der Gemeinde Erlangen-Neustadt vertreten.
In früheren Jahren beschäftigte er sich mit der Evangelienfrage und verfasste hierzu einige kleinere Studien.

## Ehrungen und Auszeichnungen
- Am 27. Juli 1890 wurde Paul Hermann August Ewald durch die theologische Fakultät der Universität Leipzig zum Dr. theol. h. c.
- Er erhielt am 1. Januar 1908 den Verdienstorden des Heiligen Michael IV. Klasse.
- Er war Ehrenphilister der Studentenverbindung Philadelphia.

## Schriften (Auswahl)
- Der Einfluß der stoisch-ciceronianischen Moral auf die Darstellung der Ethik bei Ambrosius. 1881.
- De vocis suneidēseōs apud scriptores novi testamenti vi ac potestate: commentatio et biblico-philologica et biblico-theologica. 1883.
- Der geschichtliche Christus in den synoptischen Evangelien. Leipzig 1892.
- Hauptprobleme der Evangelienfrage. Leipzig 1893.
- Das Verhältnis der systematischen Theologie zur Schriftwissenschaft. 1895.
- Religion und Christentum. Leipzig 1898.
- Wer war Jesus? 1899.
- Der Christ und die Wissenschaft. Leipzig 1903.
- Der Brief des Paulus an die Epheser, Kolosser und Philemon. Leipzig 1905.
- Die christliche Glaubensgewissheit als Grundlage einer Weltanschauung. Rede beim Antritt des Prorektoras der Königlichen Bayerischen Friedrich-Alexanders-Universität Erlangen am 3. November 1906. Erlangen 1906.
- Der Brief des Paulus an die Philipper. Leipzig 1908.
- Aus dem Worte des Lebens, 16 Predigten. 1912.